# Raimond-Roger Trencavel
Raimond-Roger Trencavel, né en 1185 et mort le 10 novembre 1209 à l'âge de 24 ans, est un membre de la Maison Trencavel.
Il était vicomte d'Albi, d'Ambialet et de Béziers (fiefs tenus du comte de Toulouse), et vicomte de Carcassonne et de Razès (fiefs tenus du comte de Barcelone qui était dans le même temps roi d'Aragon). Il fut l'un des héros et en même temps l'une des premières victimes de la croisade des albigeois.

## Famille
Raimond-Roger est le fils de Roger II Trencavel et d'Adélaïde de Toulouse, neveu de Raymond VI de Toulouse. Orphelin à l'âge de 9 ans, il avait été placé sous la tutelle de Bertrand de Saissac. Il épouse Agnès de Montpellier, fille de Guilhem VIII de Montpellier. De leur union naquit un fils : Raimond II Trencavel.
Son cousin germain n'est autre que Raymond-Roger, comte de Foix.

## Début du règne
Raimond-Roger vivait au château comtal de Carcassonne qui avait été construit par ses ancêtres au XIe siècle. Bien que n'étant pas cathare, Raimond-Roger avait adopté l'attitude permissive et libérale des seigneurs du Languedoc en matière de religion. Il était le plus compromis des grands vassaux de la région. Tolérant, il comptait sur la communauté juive pour administrer Béziers, sa capitale et son principal fief par ordre d'importance.

## La croisade des albigeois
À la suite de l'assassinat de son légat Pierre de Castelnau en 1208, le pape Innocent III déclenche la croisade contre les albigeois.
Il fait prononcer des sentences d'excommunication envers les seigneurs du Languedoc (ceci concerne, entre autres, Raimond-Roger et son oncle Raymond VI de Toulouse)
jugés trop permissifs envers les hérétiques et donne leur terre en proie.
À la mi-1209, les croisés se rassemblent à Lyon et commencent à marcher vers le Sud.
En juin, Raymond de Toulouse, voyant le danger se rapprocher, fait acte de contrition à Valence et promet de lutter contre l'hérésie.
Son excommunication est levée, il se joint aux croisés et ses terres deviennent alors protégées.
Ces croisés passent à Montpellier et se dirigent vers les terres de Raimond-Roger. Ce dernier tente de suivre les pas de son oncle mais les légats du pape refusent de le recevoir. Les croisés marchent sur Béziers dont ils firent le sac en juillet.
Raimond-Roger s'était replié sur Carcassonne.
Le 1er août, les croisés entament le siège de la cité. En tant que vassal du roi d'Aragon, Raimond-Roger s'attendait à ce que Pierre II vienne le secourir, mais ce dernier, vassal direct du pape préféra la voie diplomatique et joua le médiateur. Les négociations échouèrent et le roi repartit.
L'eau vint à manquer dans la cité, ce qui provoqua sa reddition le 15 août.

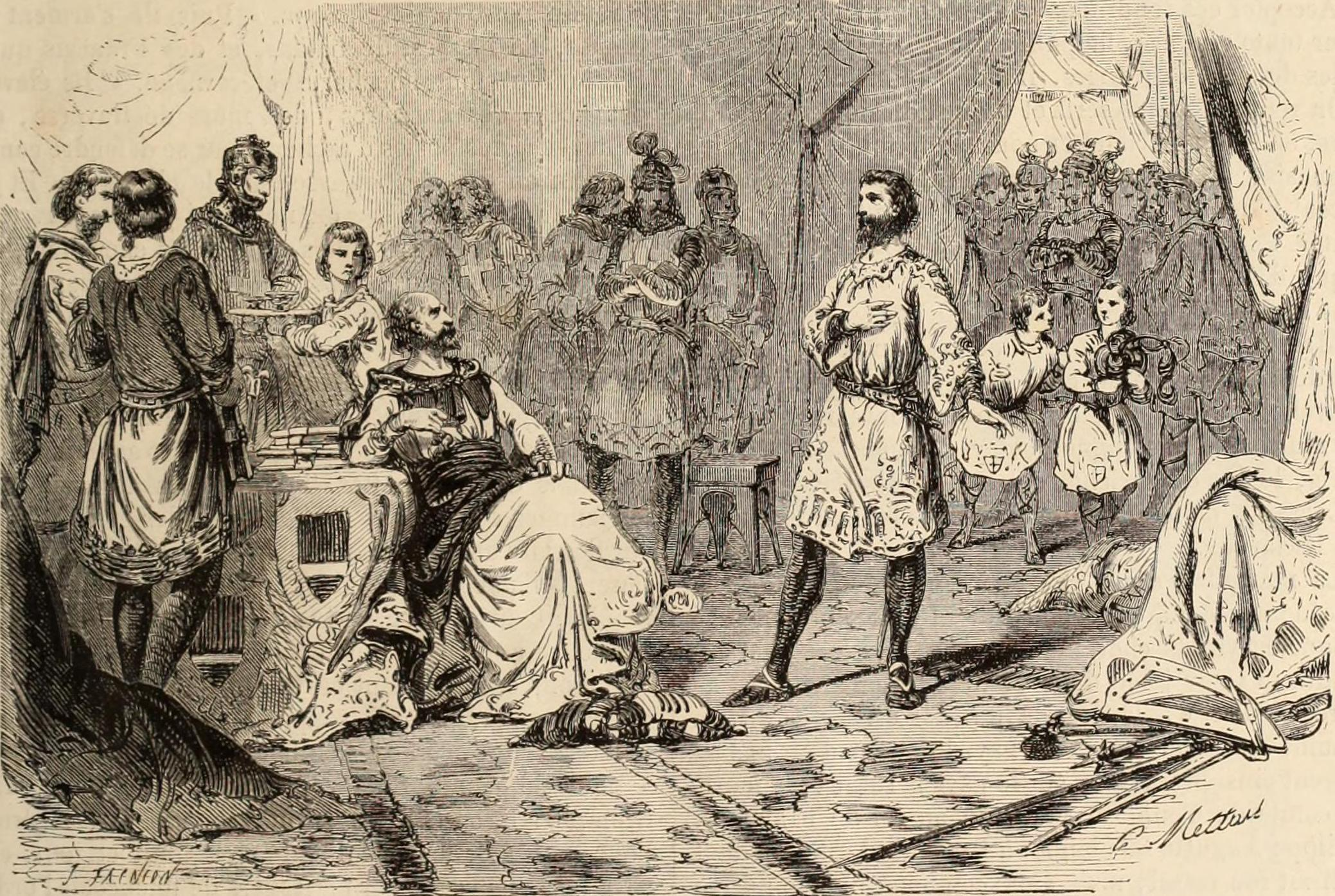
Le vicomte Raymond Roger arrêté en trahison par ordre du légat, illustration pour l’Histoire populaire de la France, 1862.

Ce fut Raimond-Roger qui prit en charge les négociations. Ce qui s'y passa est soumis à des spéculations. Fut-il arrêté pendant les pourparlers ou se constitua-t-il en otage en échange de la vie des habitants de la cité ? Toujours est il qu'il se retrouva emprisonné dans une de ses propres basses-fosses et les habitants de Carcassonne furent chassés de la ville sans pouvoir prendre de quoi assurer leur subsistance.
Quelques mois plus tard, Raimond-Roger mourut au fond de son cachot, vraisemblablement d'une dysenterie. Simon de Montfort, qui avait participé à la croisade et pris possession des territoires de Trencavel, fut accusé de l'avoir fait empoisonner.